# Yuhuitayu

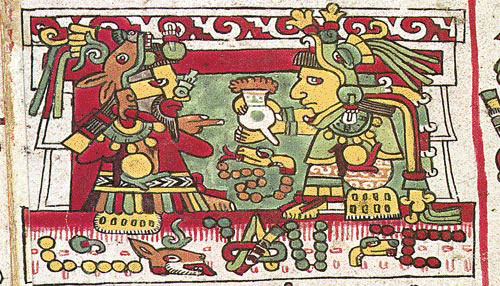
Ocho Venado-Garra de Jaguar, yyá toniñe de Yucu Dzáa, se une en matrimonio con Trece Serpiente-Serpiente de Flores, heredera única al trono de Lugar del Bulto de Xipe. Esto ocurrió en el año 13 caña, con lo que estos dos ñuu quedaron unidos en yuhuitayu.

Yuhuitayu (también escrito yuvuitayu) es un término mixteco que designa un tipo de unidad en la organización política de los mixtecos durante la época prehispánica. El término literalmente quiere decir el petate, el asiento. De acuerdo con Kevin Terraciano, es un juego de palabras que se puede traducir como el asiento de la pareja real. 
Los mixtecos de la época prehispánica estaban organizados en ciudades-Estado llamadas ñuu. En algunas ocasiones el ñuu consistía en una sola localidad, en otras se trataba de una población grande que dominaba sobre varios "barrios" o sujetos llamados siqui. Los yuhuitayu eran una alianza resultante de la unión dinástica de dos ñuu a través de la matrimonio de sus gobernantes, que ostentaban los títulos yyá toniñe e yyá dzehe toniñe (noble señor y noble señora, respectivamente). Si los cónyuges eran herederos al trono de distintos señoríos, estos quedaban enlazados en una alianza que perduraba en el tiempo. 